# Shirking (Betriebswirtschaftslehre)
Shirking ist ein aus dem Englischen übernommener Begriff (shirking: Drückebergerei). Er lässt sich auf die Betriebswirtschaftslehre beziehen und befasst sich mit der bewussten Leistungszurückhaltung am Arbeitsplatz.

## Ursachen für Shirking
Die Ursachen für die Verminderung der Leistungsbereitschaft sind vielfältig. Zunächst können die Arbeitgeber viele Leistungen nur unvollkommen kontrollieren. Das heißt, bei bestimmten Arbeitsfeldern lässt sich die Tätigkeit nur schwer einschätzen, da Beschäftigte in ihrem Arbeitsalltag oftmals die Möglichkeit haben sich Freiräume zu schaffen, in denen sie nicht ihre volle Leistungsfähigkeit ausschöpfen. Eine für die Verhinderung nötige ständige und vollkommene Kontrolle (Monitoring) der Leistungsintensität der Mitarbeiter ist mit sehr hohen Kosten verbunden, die für den Unternehmer oftmals nicht lohnend sind. Die Durchführung von Stichproben stellt für den Mitarbeiter ein überschaubares Risiko dar, welches die Wahrscheinlichkeit für Shirking erhöht.
Des Weiteren können nur die ausgewiesenen Fähigkeiten eines Beschäftigten ermittelt werden, aber nicht seine physische und psychische Leistungsbereitschaft. Ein anderer Grund, weshalb Arbeitskräfte ihre Tätigkeit vermindern ist, dass durch ökonomische Fehlanreize die Motivation und Verantwortung für die Aufgaben sinkt. Negative Einflüsse auf Leistungen können außerdem Modelle haben, mit denen eigentlich positive Effekte erzielt werden sollen. Beispielsweise möchte man mit der Tournamententlohnung eine Leistungssteigerung durch Konkurrenz der Kollegen erreichen. Das Problem dabei ist aber, dass daraus nicht nur „Gewinner“ mit einer nun höheren Position im Betrieb und damit einhergehenden besseren Bezahlung resultieren, sondern das Modell beinhaltet zwangsläufig auch „Verlierer“ bzw. weniger Leistungsfähige, die dadurch demotiviert werden und somit weniger bereit sind ihre Arbeitszeit und -kraft voll auszuschöpfen.
In diese Sammlung an Aspekten, welche die Ursache für Shirking sind, gehört auch fehlende Arbeitsmotivation durch Unzufriedenheit im Job. Ausschlaggebend dafür ist eine fehlende emotionale Bindung zu ihrem Arbeitgeber, denn diese wirkt sich auf wichtige Wettbewerbsfaktoren wie Fehlzeiten, Produktivität, Rentabilität und Qualität aus. Arbeitnehmer, die sich emotional nicht an ihren Arbeitgeber gebunden fühlen, zeigen weniger Eigeninitiative, Leistungsbereitschaft und Verantwortungsbewusstsein. Die veränderte Lage auf dem Arbeitsmarkt stellt auch einen nicht unerheblichen Faktor dar. Da zurzeit ein Fachkräftemangel vorliegt, hat sich die Situation für die Belegschaft verändert. Die Angst vor einem Jobverlust ist stark gesunken, weil heute Unternehmen nach qualifizierten Bewerbern suchen und nicht mehr Facharbeiter nach offenen Stellen. Diese Veränderung führt zu einer hohen Fluktuation in einer gering gebundenen Belegschaft. Wichtig für die Motivation der Mitarbeiter ist die richtige Arbeitsaufgabe, eine herausfordernde, abwechslungsreiche und als sinnvoll empfundene Tätigkeit sowie eine gute Beziehung zu den Kollegen und dem direkten Vorgesetzten. Oft unterschätzen Firmen diese Gesichtspunkte und setzen auf Arbeitsplatzsicherheit, Entlohnung, Sozialleistungen, flexible Arbeitszeit oder die Anzahl der Urlaubstage. Diese sind zwar wichtig, führen aber nicht zu einer verstärkten emotionalen Bindung und somit einer höheren Leistungsbereitschaft.
Führungskräfte sind in vielen Fällen mitschuldig für die mangelhafte Motivation der Mitarbeiter. Grund dafür ist die fehlende Führungsqualität, die aber von der Geschäftsleitung nicht als Defizit wahrgenommen wird. Ein Problem dabei ist, dass viele keine Weiterbildungen besuchen, die den Umgang mit ihren Beschäftigten verbessern. Wichtig ist vor allem das Feedback untereinander. Doch der kontinuierliche Austausch wird oftmals nicht oder zu wenig durchgeführt. Dabei sollten durch Mitarbeitergespräche die Stärken und Schwächen des Einzelnen erkannt werden, um dadurch die Leistung nachhaltig zu steigern.

### Informationsasymmetrie
Einen weiteren Blickwinkel auf der Suche nach Ursachen bietet die Betrachtung von asymmetrischen Informationen. Bezieht man dies nun auf die Arbeitgeber-Arbeitnehmer-Beziehung so zeigt sich, dass dem Arbeitgeber Informationen für eine ausreichende Beurteilung der Leistung des Mitarbeiters fehlen. Dieses Prinzip wird auch in der Prinzipal-Agent-Theorie vermittelt. Daraus lassen sich verschiedene Probleme ableiten. Der Chef kann das Verhalten seiner Angestellten entweder aufgrund mangelnder Fachkenntnisse nicht beurteilen (verdeckte Informationen) oder aus praktischen Gründen nicht beobachten (verdeckte Handlungen). Der Unternehmer kennt zwar das Ergebnis, das nach der Arbeit erreicht wurde, er weiß allerdings nicht welcher Anteil dem Mitarbeiter und somit seiner persönlichen Leistung und welcher exogenen (Umwelt-)Einflüssen zuzuschreiben ist. Aus dieser Informationsasymmetrie resultiert zum einen die Gefahr für Shirking und zum anderen das moralische Risiko, denn der Arbeitnehmer kann diesen Spielraum zu seinen Gunsten ausnutzen.

## Ausprägungen von Shirking
Die bewusste Leistungszurückhaltung am Arbeitsplatz kann vielseitige Formen annehmen. Im engeren Sinne sind hier alle Handlungen im Fokus, welche die Leistung des Mitarbeiters minimieren. Dabei sind alle Leistungsverminderungen ausgeschlossen, die von der Unternehmensführung vorgeschrieben werden. Darunter fallen beispielsweise gemeinsame Frühstückszeiten zur Verbesserung des Arbeitsklimas. Beispiele für die Ablenkung von der eigentlichen Arbeit durch private Tätigkeiten sind die Verwendung des Smartphones, Surfen im Internet für private Zwecke oder die aktive Nutzung von Social Media. Neben dem privaten Shirking am Arbeitsplatz wird Shirking ebenfalls im Arbeitsumfeld und im Kollegium durchgeführt. Beispiele dafür sind das bewusste Verlängern von Pausen, Gespräche mit Kollegen, welche nicht arbeitsrelevant oder leistungssteigernd sind außerdem das Vorgeben einer Krankheit. Bei Einzelarbeitern mit wenigen bis keinen Möglichkeiten des Monitorings ist ein höheres Shirkingrisiko zu erwarten. Ein Beispiel dafür sind Kurier- und Postfahrer, welche nach dem Beladen der Fahrzeuge allein unterwegs sind. Der Arbeitgeber kann ohne Monitoring-Modelle schwer nachvollziehen, ob die erbrachte Leistung dem Optimum entspricht. Gründe hierfür sind vielseitige Determinanten der Fahrt: Sonderfälle durch Verkehrsereignisse wie Stau, die Unkenntnis über den genauen Verlauf der Strecke oder Ähnliches.
Eine Statistik von Statista zeigt die Vielseitigkeit der Ablenkungsmöglichkeiten. 2011 machten von 500 befragte Arbeitnehmern im Alter von über 20 Jahren folgende Angaben zur Ablenkung am Arbeitsplatz.

## Kosten des Shirking
Bei dem Auftreten von Shirking entstehen Kosten für das Unternehmen. Diese Kosten sind beispielsweise die mangelnde Produktivität aufgrund der fehlenden Arbeitszeit. Gewinne aus Verminderung der Leistung sind beispielsweise die positive Atmosphäre aufgrund des Duldens von Shirking. Diese Kosten und Gewinne sind stark abhängig vom Ausmaß der Leistungszurückhaltung. Die Verhaltensweise wird von vielen Faktoren beeinflusst. Je nach Güte der Ausgestaltung der einzelnen Determinanten wirken sie verstärkend bzw. schwächend auf das Shirking und dessen Kosten:
- Sichtbarkeit der Ergebnisse: Sind die Ergebnisse klar erkennbar bzw. sind Defizite aufgrund von Shirking leicht ausfindig zu machen, wirken sich diese shirking-schwächend aus.
- Monitoring: Kontroll- und Überwachungsmechanismen wirken sich shirking-schwächend aus.
- Informelle Organisationsstruktur: In Gruppen und Unternehmen bilden sich neben der vorgegebenen Organisationsstruktur Beziehungsmuster zwischen den Individuen aus. Diese informelle Organisationsstruktur kann sich zum einen shirking-schwächend auswirken, da hier effektive Monitoring-Modelle entstehen können. Zum anderen kann dies shirking-verstärkend wirken. Das ist besonders der Fall, wenn die Normen der Abteilung die Leistungsbeschränkung der Gruppe steuern und beeinflussen. Wenn beispielsweise Kaffeepausen bewusst von allen der Gemeinschaft verlängert werden und sich das als Regel etabliert wirkt sich eine solche Maßnahme shirking-verstärkend aus.
- Belohnungsstrukturen: Die leistungsorientierte Entlohnung der Mitarbeiter wirkt sich shirking-schwächend aus.
- Selbstkontrolle: Dieser Faktor wirkt sich shirking-schwächend aus.
- Organisationseigenschaften: Steigen die Faktoren wie Größe des Unternehmens, horizontale oder vertikale Hierarchien wirken sie shirking-verstärkend.[8]

Den Kosten und Gewinnen des Shirkings stehen stets die Kosten und Gewinne der Gegenmaßnahmen gegenüber. Monitoring oder ähnliche Maßnahmen wirken sich beispielsweise negativ auf die Arbeitszufriedenheit aus. Das hat einen direkten Effekt auf die Leistung des Mitarbeiters. Es bleibt also die Abwägung zwischen dem Dulden von Shirking und das Ergreifen von Gegenmaßnahmen bestehen.

## Gegenmaßnahmen
Für die beschriebene Problematik der bewussten Leistungszurückhaltung der Arbeitnehmer existieren verschiedene Gegenmaßnahmen bzw. Lösungsmechanismen. Die Maßnahmen haben zum Ziel die erwarteten Opportunitätskosten der Arbeitnehmer aus einer verminderten Arbeitsleistung zu erhöhen und das Risiko des Arbeitgebers zu senken. In der Literatur werden vorrangig das Monitoring und der Einsatz von Anreizsystemen als Lösungsmechanismen diskutiert. Neben den genannten Mechanismen existiert eine Vielzahl weiterer Ansätze institutioneller und organisatorischer Art. Die Vermeidung von Shirking in einem Arbeitsverhältnis erfordert in der Regel eine Kombination verschiedener Mechanismen.

### Anreizsysteme
Die wissenschaftliche Basis der Anreizsysteme bilden die Anreiz-Beitrags-Theorie aus verhaltenswissenschaftlicher Sicht sowie die Prinzipal-Agent-Theorie aus ökonomischer Sicht. Der Einsatz von selektiven Anreizen stellt eine Möglichkeit dar, die Arbeitsintensität der Arbeitnehmer zu erhöhen und folglich das Shirking einzuschränken. Die theoretische Grundlage der Ausgestaltung von Anreizen zur Überwindung der Leistungszurückhaltung ist die Angleichung der Interessen der Unternehmensführung und der Arbeitnehmer. Als besonders geeignet erweist sich ein ergebnisorientiertes Anreizsystem, welches eine variable Entlohnung (siehe: Leistungsorientierte Vergütung) bzw. Auszahlung von Prämien in Abhängigkeit vom Unternehmenserfolg vorsieht. Die Präferenzen beider Parteien können durch eine derartige Vertragsgestaltung aneinander gebunden werden, wodurch der Arbeitnehmer einen Anreiz erhält entsprechende Zielvorgaben zu erfüllen und sich externe Einflussgrößen weniger auf das Leistungsverhalten auswirken. Eine Grenze dieser Maßnahme ist die Zurechenbarkeit der individuellen Leistung am Gesamtergebnis des Unternehmens. Bei der Ausgestaltung dynamischer Anreizverträge ist daher die Wahl einer Bemessungsgröße, die vom Anstrengungsniveau des Arbeitnehmers beeinflusst wird, von zentraler Bedeutung. In Abhängigkeit vom Tätigkeitsfeld des Arbeitnehmers werden Größen wie z. B. Deckungsbeitrag, Kostensenkungen oder Qualitätssteigerungen bei der Gestaltung der variablen Vergütung herangezogen.
Eine andere Möglichkeit der Gestaltung eines Anreizes ist der interne Aufstieg. Auf Grundlage von Beobachtungen und Erfahrungswerten des Leistungsverhaltens, insbesondere in außergewöhnlichen Situationen, wird eine Beförderung in Aussicht gestellt. Shirking wird in diesem Mechanismus eingeschränkt, indem die Beförderung vom Leistungsverhalten abhängig gemacht wird und die Löhne positionsgebunden gestaltet sind.

### Monitoring
Monitoring, ein weiterer Lösungsansatz zur Vermeidung von Shirking, beinhaltet die Überwindung der Informationsasymmetrien hinsichtlich des Anstrengungsniveaus der Arbeitnehmer. Monitoring beschreibt im Kontext des Personalrisikos die ständige und umfangreiche Überwachung der Mitarbeiter durch die Einführung von Kontroll- und Planungssystemen (siehe: Planungssysteme und Kontrollsysteme), wodurch eine Reduktion der Informationsasymmetrien bzw. eine Verbesserung der Informationssysteme erreicht werden. Durch den steigenden Informationsgehalt über das Leistungsverhalten verringern sich die Möglichkeiten der Arbeitnehmer zur opportunistischen Ausnutzung des Arbeitgebers.
Die klassische Form von Monitoring beinhaltet die direkte Überwachung durch das Aufsichts- oder Leitungspersonal. In dieser Form kann durch Koordination des Arbeitseinsatzes der Mitarbeiter und durch Beobachtung der Arbeitsausführung Shirking aktiv eingeschränkt werden. Weitere Möglichkeiten der Überwachung des Leistungsverhaltens ergeben sich aus dem Einsatz von digitalen Arbeitsmitteln. Sämtliche Arbeitsschritte können durch den Einsatz von Softwareprogrammen erfasst und nach Kennzahlen qualitativ und quantitativ analysiert werden.
Die Grenzen des Monitoring umfassen einerseits die Durchführbarkeit und andererseits die Kosten (monitoring costs). Im Rahmen von stabilen, homogenen und häufig wiederholten Aufgaben ist eine Überwachung und Kontrolle der Arbeitnehmer gut durchführbar. Hingegen gestaltet sich in einem dynamischen Umfeld mit heterogenen Aufgabenbereichen eine Kontrolle deutlich schwieriger. Zusätzlich stellt das Monitoring, insbesondere in Form der direkten Überwachung, einen sehr kostenintensiven Lösungsansatz dar. Erst wenn die Verluste des Shirking durch die Überwachung vermieden werden können, ist das Monitoring als effizient einzustufen.
Zur Überwindung von Shirking kann Monitoring auch als Ergänzung zum Anreizsystem verwendet werden. Diese Konstellation ermöglicht einerseits eine Überprüfung der Effizienz des Anreizsystems und anderseits die Überwachung der Einhaltung der vereinbarten Leistungsziele. Bei der Zahlung von Effizienzlöhnen steigen die Opportunitätskosten der Arbeitnehmer mit zunehmender Überwachungsintensität. Dies beruht auf der Annahme, dass im Falle des Aufdeckens von Shirking eine Entlassung droht, welche Arbeitslosigkeit oder einen geringeren Lohn in einem alternativen Unternehmen zur Folge hätte.

### Werte und Normen
Ein weiterer Lösungsansatz des Shirking umfasst die Etablierung von handlungsrelevanten Werten und Normen im Unternehmen. Diese bieten die Möglichkeit ohne den aktiven Eingriff der Unternehmensleitung die Arbeitnehmer zu einem gewünschten Leistungsverhalten zu bewegen. Gelingt es der Unternehmensführung Werte zu vermitteln, welche das Unternehmensziel über die Einzelinteressen stellen, kann Shirking vermieden werden. Der Einsatz von Werten und Normen birgt jedoch einige Probleme. Zum einen unterliegen sie einer individuellen Interpretation und zum anderen können sie das Verhalten von Individuen nicht vollständig determinieren.

### Arbeitszeit- und Arbeitsplatzgestaltung
Die Gestaltung des Arbeitsplatzes und der Arbeitszeit dient als weitere Maßnahme um der Problematik des Shirking zu begegnen. Beispielsweise konnte in einer Studie gezeigt werden, dass sich Home Office positiv auf das Leistungsverhalten der Arbeitnehmer auswirken kann. Der Anstieg der Leistungen wird auf die Pausengestaltung (geringere Anzahl an Pausen und effizientere Wahrnehmung von Pausen) und eine ruhigere Arbeitsumgebung zurückgeführt.
Der Faktor Arbeitszeit kann das Leistungsverhalten der Arbeitnehmer ebenfalls beeinflussen. Beispielsweise existieren in der Unternehmenspraxis Arbeitszeitmodelle, welche eine Arbeitszeit von 5 bzw. 6 Stunden pro Tag vorsehen. Anhand der Praxisbeispiele konnte gezeigt werden, dass innerhalb der verkürzten Arbeitszeit das gleiche Arbeitspensum erreicht werden kann. Der Raum für Shirking wird durch die Verknappung der Arbeitszeit und durch Überprüfung der Leistungserfüllung stark eingeschränkt.

## Empirische Überprüfung der Shirking-Hypothese
Die Shirking-Hypthose leitet sich aus einem Moral-Hazard-Problem zwischen Arbeitnehmer und Arbeitgeber ab. Der Arbeitnehmer hat gegenüber dem Arbeitgeber einen Informationsvorsprung bezüglich der eigenen Arbeitsleistung, welche sich aus mangelnder Kontrollfähigkeit auf Seiten des Arbeitgebers begründet.
Der Arbeitnehmer richtet seine Arbeitsleistung somit nutzenmaximal aus. Als Nutzenverlust steht dabei beim Shirking ertappt zu werden sowie eine erhöhte Arbeitsanstrengung. Der Arbeitgeber kann durch wirksamere Kontrollen und Lohnprämien den Nutzenverlust zusätzlich erhöhen und Shirking somit entgegenwirken. Für Unternehmen entsteht damit ein Kostenminimierungsproblem zwischen den Kosten für wirksamere Kontrollen und den für Lohnprämien. Dieses Problem hat Oliver Lang in seiner empirischen Analyse „Lohnprämien und Leistungsbereitschaft: Ein latentes Strukturmodell zur empirischen Überprüfung der Shirking-Hypothese“ aus wissenschaftlicher Sicht betrachtet. Im Speziellen wird die Wirkung von Lohn- und Kontrollpolitik untersucht, mit der Firmen ihre Angestellten vom shirken abzuhalten versuchen.

### Optimales Verhalten der Arbeitnehmer
Das optimale Verhalten des Arbeitnehmers beruht auf der Annahme, dass der Arbeitnehmer bei kurzfristig unelastischem Arbeitsangebot seine Entscheidung lediglich von der Arbeitsanstrengung des jeweiligen Jobs abhängig machen kann.
Perioden-Nutzenfunktion eines Arbeitnehmers:
{\displaystyle U(w,e,k)=w-a\cdot e^{2}-k}
- {\displaystyle a}: Steht für den individuellen Grad der Nutzenminderung durch Arbeitsanstrengung. Der Mittelwert wird als 1 angenommen.

- {\displaystyle w}: Lohnvariable

- {\displaystyle k}: Intensität der Kontrolle

- {\displaystyle e}: Arbeitsanstrengung

Die Wahrscheinlichkeit, mit der ein Arbeitnehmer wegen Shirking entlassen wird, hängt von der Wahrscheinlichkeit ab, dass er bei gegebenem Kontrollaufwand Shirking betreibt und von der, dass er bei einer Stichprobenkontrolle erwischt wird.
{\displaystyle d=\operatorname {Pr} ^{\text{SH}}(e)\cdot \operatorname {Pr} ^{\text{KO}}(k)}
- {\displaystyle d}: Gesamtwahrscheinlichkeit beim Shirking kontrolliert zu werden

- {\displaystyle \operatorname {Pr} ^{\text{SH}}(e)}: Wahrscheinlichkeit bei einer bestimmten Kontrollintensität Shirking zu betreiben

- {\displaystyle \operatorname {Pr} ^{\text{KO}}(k)}: Wahrscheinlichkeit bei einer Strichprobenkontrolle Shirking zu betreiben

Unter der Annahme Arbeitgeber und Arbeitnehmer einigen sich im Arbeitsvertrag auf eine Mindestarbeitsleistung kann der Arbeitnehmer sicher sein, dass er nicht gekündigt wird. Die optimale Arbeitsleistung eines Arbeitnehmers wäre dann exakt die vereinbarte Mindestarbeitsleistung. Dann würde auch gelten, dass der relative Anteil von Shirking während der Arbeitszeit ist.
{\displaystyle \operatorname {Pr} ^{\text{SH}}=1-{\frac {e^{*}}{e_{\operatorname {min} }}};\quad {\text{mit}}\quad e^{*}\leq e_{\text{min}}}
- {\displaystyle e_{\text{min}}}: vereinbarte Mindestarbeitsleistung

- {\displaystyle e^{*}}: optimale Arbeitsleistung eines Arbeitnehmers

Je höher eine Firma den Kontrollaufwand für Shirking bemisst, desto höher ist auch die Wahrscheinlichkeit, dass ein Arbeitnehmer beim Shirking erwischt wird. Dabei bemessen sich die Kontrollkosten für ein Unternehmen je nach Größe, Tätigkeitsbereich und Organisationsstruktur. Unter der Annahme, dass die kontrollierten Arbeitsplätze immer zufällig gewählt werden und die Kontrollqualität mit steigender Kontrollzahl nicht abnimmt kann man folgendermaßen formulieren:
{\displaystyle \operatorname {Pr} ^{\text{KO}}=1-\operatorname {exp} \left\{-{\frac {k}{f}}\right\}}
- {\displaystyle f}: ist ein firmenspezifischer Koeffizient, welcher die, je nach Unternehmen verschiedenen, Kosten für die Informationsgewinnung angibt

Aus den vorherigen Gleichungen und einer Ableitung nach ergibt sich die notwendige Bedingung für eine nutzenmaximale Arbeitsleistung wie folgt:
{\displaystyle e^{*}=\min \lbrace e(e_{\text{min}});e_{\text{min}}\rbrace }
Daraus ergibt sich die optimale Leistungsanforderung der Arbeitgeber:
{\displaystyle e_{\text{min}}=e(e_{\text{min}})=e*}

### Optimales Verhalten des Arbeitgebers
Der Arbeitgeber hat in diesem Modell lediglich die Möglichkeit durch Kontrolle und Lohnprämien Shirking entgegenzuwirken. Aus Lohn- und Kontrollkosten pro Arbeitsplatz entstehen die Arbeitskosten:
{\displaystyle C^{L}=w+(c\cdot k)}
{\displaystyle C^{L}}: Arbeitskosten
{\displaystyle c}: Kontrollkosten
Will der Arbeitgeber ein bestimmtes Leistungsniveau erreichen minimiert er die Kosten für Lohnprämien und Kontrolle, sodass die Grenzkosten der Kontrollintensität mit denen für die Erhöhung der Lohnprämie übereinstimmen.

### Datenbasis
Auf Grund dessen, dass es wegen Operationalisierungsproblemen zu Abweichungen zwischen den beobachtbaren und den im Model beschriebenen Variablen kommt, wird in diesem Modell ein latentes Strukturmodell genutzt. Die latenten endogenen Variablen des Modells sind die Effizienzlohnprämie, die Leistungsbereitschaft und die Intensität der Kontrolle.
Die Datenbasis ist das „Sozioökonomische Panel“ (SOEP), aber die empirische Analyse bezieht sich lediglich auf die vierte Welle des SOEP. Die Stichprobe besteht aus 2044 Personen, wobei aus oben genannter Quelle nur Deutsche, Vollerwerbstätige, regelmäßig teilzeitbeschäftigte Arbeiter und Angestellte berücksichtigt wurden.

### Variablen des empirischen Modells
Die Lohnvariable wird durch die anreizwirksamen Lohnbestandteile in der Effizienz-Lohn-Hypothese (ELH) erklärt. Allerdings können Lohnunterschiede in der ELH nicht zu 100 Prozent auf Lohnprämien zurückgeführt werden. Als Indikator für die anreizwirksamen Lohnbestandteile wird deshalb nur der Teil des individuellen Stundenlohns benutzt, der bei einer Regression auf Humankapital, demographische Charakteristika und Arbeitsbedingungen des Arbeitnehmers nicht erklärt werden kann. Die Intensität der Kontrolle kann lediglich durch die Angaben des Arbeitnehmers selbst abgeleitet werden, inwieweit dieser seine Arbeitsleistung als streng oder locker kontrolliert empfindet. Als Indikatoren für die Variable werden zum einen die Größe eines Unternehmens und zum anderen die Aussage des Arbeitnehmers, ob dieser seine Tätigkeit vorwiegend selbständig gestalten kann, herangezogen. Es wird angenommen, dass sich mit steigender Größe eines Unternehmens auch die Kosten zur Kontrolle erhöhen. Aus dieser Annahme werden die Kosten des Unternehmens für den Kontrollaufwand unter subsumiert.

### Resultate der empirischen Analyse
Es hat sich herausgestellt, dass es keinen Zusammenhang zwischen Kontrollintensität und Arbeitsleistung gibt. Gerade Unternehmen mit hohen Leistungsanforderungen an ihre Arbeitnehmer setzen nicht auf entsprechend intensivere Kontrollen. Es konnte dafür ein Zusammenhang zwischen Lohnprämien und erhöhter Leistungsbereitschaft festgestellt werden, welcher allerdings nicht signifikant ist. Dieser ist bei hochqualifizierten Arbeitnehmern nochmals deutlich schwächer ausgeprägt. Daraus ist zu schlussfolgern, dass Lohnprämien und Kontrollen keine substituierenden Anreizinstrumente sind. Allerdings konnte eine Verbindung zwischen steigenden Lohnprämien und intensiveren Kontrollen bei wachsender Größe der Firmen und der Kapitalintensität gezeigt werden sowie, dass selbstverantwortliche Arbeitnehmer diese Freiheit nicht zum Shirken missbrauchen. Die Auswirkungen des Familienstandes, ebenso ob man Alleinverdiener ist oder in einem Mehrverdiener-Haushalt lebt, sind nicht signifikant. Entgegen der Annahme gehen gute Jobchancen mit hoher Leistungsbereitschaft einher, was Unternehmen keinen Anlass gibt höhere Lohnprämien zu zahlen.
Ist sich der Arbeitnehmer bewusst, dass er seinen Job bald verlieren wird, mindert dies seine Arbeitsleistung. Die Reaktion von Unternehmen äußert sich eher im Senken der Lohnprämien als im Erhöhen der Kontrollintensität. Firmen setzen vermehrt Arbeitnehmer auf Posten mit Lohnprämien, wenn diese auch eher dazu tendieren langfristig in der Firma zu bleiben. Die Annahme das Verhalten eines Angestellten werde durch das Abwägen zwischen Arbeitsleistung und dem Risiko beim Shirking erwischt zu werden bestimmt, gilt nicht für hochqualifizierte Arbeitskräfte.
Im Gegensatz zur Gesamtstichprobe führt eine marginale Erhöhung der Lohnprämie zu einer stärkeren, wenn auch nicht signifikanten, Verbesserung der Leistungsbereitschaft. Dafür steigen die Lohnprämien weniger stark bei Erhöhung der Arbeitsanforderung. Für kleine Firmen lohnt es sich, eher auf intensivere Kontrolle als auf Lohnprämien zur Vermeidung von Shirking zu setzen, da dies die wie im Shirking-Modell erwartete Wirkung hat. Zu guter Letzt konnte gezeigt werden, dass die Anreizwirkung zur Leistungserhöhung durch Lohnprämien bei Arbeitnehmern höher ist, wenn diese weniger kontrolliert werden. Dies widerspricht dem Shirking-Modell, weil Kontrolle die leistungsfördernde Wirkung von Lohnprämien mindert.
Damit lässt sich abschließend sagen, dass weder das Zusammenwirken von Lohn- und Kontrollpolitik nach dem Shirking-Ansatz, noch der Zusammenhang zwischen Lohnprämien und Leistungsbereitschaft einer empirischen Überprüfung standhält.